# Nu var det 1914
Nu var det 1914 är en roman av Eyvind Johnson utgiven 1934. Det är första delen i den självbiografiska sviten Romanen om Olof.

## Handling
Olof är 14 år och lämnar sin fosterfamilj i en liten norrbottnisk by för att försörja sig själv. Han hamnar i ett arbetslag med äldre timmerflottare. Arbetet är egentligen alldeles för hårt för honom men arbetskamraterna lägger inte märke till det eftersom de själva har börjat på samma sätt. Olof plågas av det hårda arbetet men är förvissad om att hans liv inte kommer att bli som deras.

## Berättarstil och teman
Historien berättas utifrån Olofs eget perspektiv, ofta med inre monologer. Berättarperspektivet begränsas av Olofs egna begränsningar och vidgas på samma sätt ju mer medveten Olof blir om sin omvärld. Det pågående kriget i Europa intresserar inte Olof och har därför ingen plats i romanen. Han är också för ung för att förstå och kritisera det ekonomiska system som är ansvarigt för de omänskliga arbetsvillkoren. En del av Olofs norrbottniska verklighet skildras istället indirekt i sagan "Sagan om dimman och lungsoten" som finns inlagd i romanen.